# Trichactis hardyi
Trichactis hardyi är en korallart som beskrevs av Eugène Leloup 1964. Trichactis hardyi ingår i släktet Trichactis och familjen Cerianthidae. Inga underarter finns listade i Catalogue of Life.